# Орлова Ольга Юріївна
Ольга Юріївна Орло́ва (рос. Ольга Юрьевна Орлова, 13 листопада 1977, Москва, Росія) — російська співачка, актриса. Перша солістка поп-гурту «Блестящие» (1995—2000 роки). Справжнє прізвище — Носова.
Народилася 13 листопада 1977 року в Москві, РРФСР, СРСР. 
Закінчила економічний факультет Московського економічно-статистичного інституту. 
У 1995 році — перша дівчина, яка увійшла до першого складу нового російського жіночого поп-гурту «Блестящие». Рік по виходу з «Блестящих», у 2001 році, почала сольну кар'єру. 
У листопаді 2002 року виїжджає до Домініканської республіки для участі в третьому реаліті-шоу першого каналу «Останній герой». 
У березні 2009 року стає учасницею музичного шоу першого каналу «Дві зірки». Напарником став актор Дмитро Харатьян.

## Дискографія

### У складі групи «Блестящие» (1995—2000)
- 1996 — Там, только там
- 1997 — Там, только там (remiks)
- 1998 — Просто мечты
- 2000 — О любви
- 2000 — Белым снегом

### Сольна кар'єра (З 2001 року)
- 2001 — Первый
- 2006 — Если ты меня ждёшь

## Відеографія

### У складі групи «Блестящие» (1995—2000)
- Там, только там (1996)
- Цветы (1996)
- Туман (1997)
- Облака (1997)
- Ча-ча-ча (1998)
- Где же ты где? (1998)
- Новый год с Амега (1998)
- Чао, Бамбина! (1999)
- Чао, Бамбина! (ремікс) (1999)
- За осенью придёт зима (1999)
- Белым снегом (2000)

### Сольна кар'єра (З 2001 року)
2001
- Ангел (дебютний кліп)
- Поздно
- Я с тобой

2003
- Я всегда с тобой (дует з Андрієм Губіним)

2004
- Выше неба
- Я буду петь
- Tonight is the night (Томас Андерс)

2007
- История любви
- Если ты меня ждешь

## Фільмографія
- Анна Карамазофф (1991)
- Золотой век (2003) — Графіня Ольга Жеребцова-Зубова
- Злодії і повії. Приз-полет у космосі. (2004)
- Слова и музыка (2004) — член журі
- Любовь-морковь (2006) — Лена, подруга Маріни
- Любовь-морковь — 2 (2008) — Лена, подруга Маріни
- Іронія кохання (2010) — Женя, подруга Асель

## Спектаклі
2008
- 8 жінок і …